# 페르 크뢸루프
페르 빌레스코프 크뢸루프(Per Billeskov Krøldrup , 1979년 7월 31일, 파르쇠 (Farsø) ~)는 덴마크의 전 축구 선수이다.

## 프로필
크뢸루프는 파르쇠 (Farsø)에서 태어나, 파르쇠 울리츠 (Farsø Ullits), 올보르 창 (Chang Aalborg), B.93 (Boldklubben af 1893)에서 유스 선수 생활을 하였다. 1998년 B.93에서 프로 선수 생활을 시작했으며, 2001년까지 총 57경기에서 8골을 기록하였다.
2001년 이탈리아 세리에 A의 우디네세 칼초로 이적했으며, 그가 이적하기 전부터 우디네세에서 뛰던 같은 덴마크 선수 마르틴 예르겐센과 함께 뛰었다. 2002년 3월 19일, 예르겐센은 크뢸루프에 대해 덴마크 대표팀에 언제 소집되어도 괜찮은 선수라는 주장을 했고, 크뢸루프는 2004년 2월, 터키와의 경기에서 덴마크 대표팀에 데뷔하였다. 후에 UEFA 유로 2004 덴마크 대표팀 선수 명단에도 포함됐으나, 덴마크가 치른 4경기 모두 출전하지 못했다.
2005년 6월]], 크뢸루프는 이적료 500만 파운드에 잉글랜드 프리미어리그의 에버턴 FC로 이적했으나, 경기 출장 기회를 얻기 전에 부상을 당해 수술을 받았다. 복귀 후 2005년 12월 26일에 열린 애스턴 빌라 FC와의 경기에 나섰으나, 이 경기가 에버턴에서 출장한 유일한 경기가 되었다. 크뢸루프의 에버턴 이적은 후에 몇몇 언론들에 의해 최악의 이적 사례 중 하나로 보도되었고, 크뢸드룹 자신도 후에 잉글랜드 축구에 적응하는 게 어려웠다는 입장을 밝혔다.
2006년, 크뢸루프는 이탈리아로 돌아와 ACF 피오렌티나에 입단하였으나, 당시 ACF 피오렌티나는 여러 클럽이 승부 조작으로 논란에 휩싸였던 2006년 세리에 A 스캔들 (칼초 폴리) 이후, 세리에 B로 강등 조치되어 있던 상황이었다. 크뢸루프는 다른 클럽으로 이적을 바라는 선수 가운데 한 사람이었으나, 피오렌티나의 프런트가 이탈리아 축구 연맹에 호소한 결과, 세리에 A에 잔류할 수 있게 돼, 크뢸루프를 포함한 대부분의 선수들이 잔류하게 되었다.
2008년 8월, 피오렌티나가 SK 슬라비아 프라하를 2-0으로 이긴 경기에서 UEFA 챔피언스리그 데뷔전을 치렀다. 2010년 5월, 피오렌티나와 2012년까지 계약을 연장하는 것에 동의하였다.